# Santu-Enea

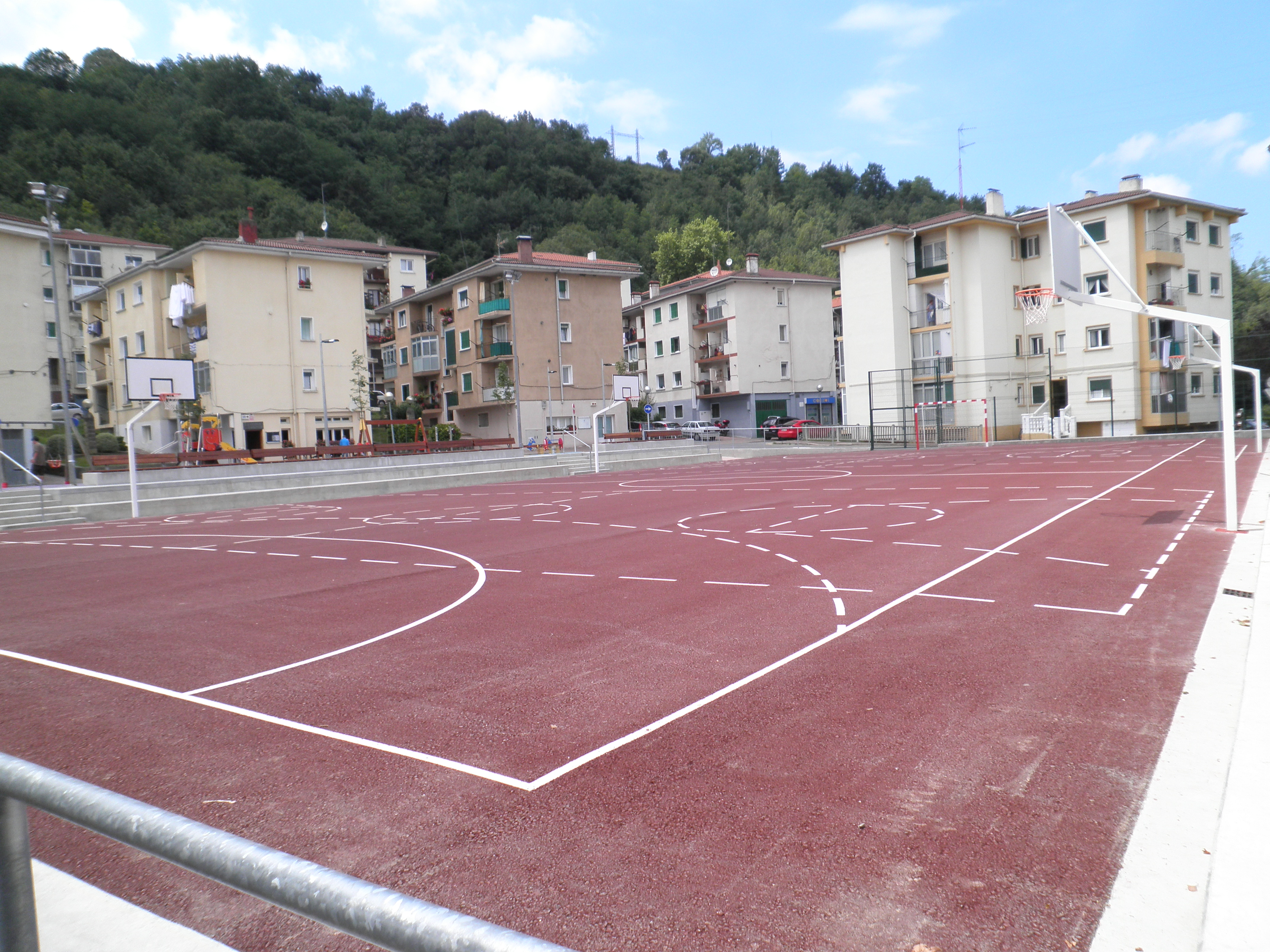
Barrio Santu Enea

Santu-Enea es un barrio del municipio guipuzcoano de Usúrbil situado entre la orilla izquierda del río Oria y el monte San Esteban. 
Fue construido entre 1950-1960 y la mayoría de sus habitantes son originarios de otras comunidades españolas, y el nombre proviene de un caserío. A este caserío en el que se rumorea que pasó alguna noche San Ignacio de Loyola, pertenecían todos los terrenos del ahora barrio de Santu-Enea.
Las fiestas populares son a mediados de septiembre y no se hacen en honor a ningún santo, sino que son un intento de acercamiento entre los vecinos. En ellas se puede encontrar: marcado sabor rural, tradicional, deporte rural, exhibición de danzas folclóricas, bertsolaris, juegos para niños y verbenas popularess.
En el centro del barrio está situado el campo de balonmano de Santu-Enea donde hasta finales de la década de 1980 se jugaban los partidos del equipo de balonmano de Usúrbil. Para aquel entonces la sede del club de balonmano está situada en los bajos del n.º 14, (denominado entre los vecinos como "El Club"). Actualmente en las instalaciones se encuentra un centro para realizar actividades socioculturales para todos los vecinos de Usúrbil.

## Demografía
Varones: 230 hab.
Mujeres: 270 hab.
Total:   500 hab.
- Datos: Q5559162
- Multimedia: Santu Enea / Q5559162